# Musée d'histoire et d'archéologie de Harnes
Le musée d'Histoire et d'Archéologie de Harnes (MHA) est un musée ouvert en 1971 et labellisé musée de France depuis 2003.

## Historique
En 1969, la municipalité de Harnes achète la propriété de l’ancien maire, député et sénateur André-Louis Desprez, mort en 1900. En 1971, l’immeuble est mis à la disposition de l’Association des amis du Vieil Harnes par le maire. Il s’agit de valoriser les collections à caractère militaire, rassemblées depuis 1919 par les anciens combattants et de présenter les vestiges archéologiques qui apparaissent sur les terrains de la zone industrielle en plein développement.
Le musée inaugure le 11 novembre 1972 ses deux premières salles. Au fil des années, il va se développer grâce à l’aide de la municipalité et au dévouement tenace d’un groupe de bénévoles qui créeront ultérieurement l'Association des amis du Vieil Harne. On peut actuellement visiter des salles des Première et Seconde Guerre mondiales, une salle sur la Résistance et une sur la déportation, et trois salles d’archéologie locale.
Actuellement, le musée d'Histoire et d'Archéologie fait peau neuve. Sujet d'un important projet d'extension-rénovation, il s'enrichit de deux nouveaux espaces d'exposition permanente et temporaire, et de la création d'un vaste hall d'accueil. Ce programme de réhabilitation du musée est financé par la Ville de Harnes, l'État dans le cadre de la dotation d'équipement des territoires ruraux (DETR), et l'Europe dans le cadre du projet Interreg IV « Transmussites 14-45 ».

## Collections
- Objets archéologique issus de fouilles locales (Antiquité et époque médiévale).
- Collections à caractères militaires relatives aux deux conflits mondiaux.
- Importante collection de cartes postales de la ville et des environs.